# Józef Szymon Bażyński
Józef Szymon Bażyński (ur. 19 marca 1927 w Zbąszyniu, zm. 19 maja 2001 w Warszawie) – polski geolog, specjalista w zakresie geologii inżynierskiej oraz interpretacji zdjęć satelitarnych. Profesor nauk technicznych.

## Życiorys

### Młodość
W czasie wojny był wywieziony na roboty przymusowe do Niemiec. Po wyzwoleniu, w latach 1944–1945, uczył się w liceum polskim w Haren an der Ems. Miasto to było w latach 1945–1948 zajęte przez polskich żołnierzy i Polaków uwolnionych z obozów jenieckich i obozów pracy i zarządzane przez Polaków. Nadano mu wówczas nazwę Maczków. 
Absolwent Uniwersytetu im. Adama Mickiewicza w Poznaniu (1952).

### Praca
Jako student rozpoczął w 1951 pracę w Instytucie Geologicznym w Warszawie. W pierwszych latach prowadził prace kartograficzne i geofizyczne poszukując złóż piasków formierskich w okolicach Częstochowy. Prowadził też badania geologiczno-inżynierskie krasu w Polsce, m.in. na obszarze planowanej budowy huty w Częstochowie. Na podstawie wyników tych badań przygotował pod kierunkiem Zdzisława Pazdro rozprawę doktorską Geologiczno-inżynierskie problemy Huty im. Bolesława Bieruta. Pracę tę obronił w Instytucie Geologicznym w 1960.
W latach 1962–1975 kierował Zakładem Geologii Inżynierskiej. Przez kilka lat pracował w rejonie Bełchatowskiego Okręgu Przemysłowego. Brał udział w opracowaniu wpływu Kopalni Węgla Brunatnego „Bełchatów” na wody podziemne. Kierował również opracowaniem Atlasu geologiczno-inżynierskiego Bełchatowskiego Okręgu Węglowego dla planowania przestrzennego.
Opracował także prognozę warunków głębienia szybów dla projektowanej kopalni miedzi w rejonie Lubina i węgla kamiennego w rejonie Łęcznej. Zajmował się również badaniami stateczności zboczy oraz podłoża budowlanego. Ważną częścią jego studiów były warunki posadowienia budowli piętrzących w planowanej kaskadzie dolnej Wisły. Brał udział w opracowaniu projektów stopni piętrzących w Wyszogrodzie, Ciechocinku, Chełmnie i Tczewie, a poza tym w Jazowsku i Czorsztynie.
Józef Bażyński propagował zastosowanie metod fotogrametrycznych w geologii, a zwłaszcza w rozwiązywaniu problemów geologiczno-inżynierskich. Brał też udział w pracach Grupy Teledetekcji RWPG.
W latach 1970. opracowywał metody wizualizacji i analogowej interpretacji zdjęć satelitarnych i lotniczych. W 1975 zorganizował w Instytucie Geologicznym w Warszawie Samodzielną Pracownię Fotointerpretacji Zdjęć Satelitarnych i Lotniczych. Wprowadził metody teledetekcji do polskiej geologii. Wykorzystał na przykład widoczne na zdjęciach satelitarnych elementy do odtworzenia struktur tektonicznych. W ramach międzynarodowego programu Interkosmos opracował Geologiczne badania litosfery, w tym ruchów neotektonicznych metodami teledetekcyjnymi.
Wraz z zespołem opracował mapę geologicznej interpretacji zdjęć satelitarnych Polski oraz mapę dyslokacji Sudetów. Badania uskoku sudeckiego brzeżnego, oparte na interpretacji map satelitarnych, wykazały na przykład, że ma on przebieg bardziej złożony, niż uważano dotychczas. Wykryto m.in. szereg dodatkowych uskoków równoległych oraz poprzecznych. Interpretując mapy satelitarne z okolic Bełchatowa wykazał m.in., że w rejonie planowanej elektrowni mogą występować uskoki zagrażające tej elektrowni. W oparciu o te wyniki zmieniono odpowiednio lokalizację projektowanych budowli.
Józef Bażyński opracował też Metody interpretacji geologicznej zdjęć satelitarnych wybranych obszarów Polski. Wyniki jego prac dostarczyły nowych danych o powierzchni nieciągłości w skorupie ziemskiej. Wykorzystywał również zdjęcia satelitarne do rozpoznania warunków geologiczno-inżynierskich i hydrogeologicznych.
Uzasadnienie przydatności map satelitarnych dla celów geologicznych było podstawą jego rozprawy habilitacyjnej, przedstawionej w 1981 w Instytucie Geologicznym w Warszawie. Tytuł profesora otrzymał w 1989.
W pracy Metody interpretacji geologicznej zdjęć satelitarnych wybranych obszarów Polski (1982) wskazał na nowy warsztat teledetekcyjnych metod wizualnej i cyfrowej interpretacji zdjęć lotniczych i satelitarnych.
W latach 1987–1991 wykładał hydrogeologię i prowadził prace badawcze na Wydziale Melioracji Wodnych Szkoły Głównej Gospodarstwa Wiejskiego w Warszawie. Od początków lat 1990. badał też wody poziomu oligoceńskiego w Warszawie. Dzięki niemu powstało w Warszawie kilka zdrojów, z których dostarczana jest woda oligoceńska mieszkańcom. Józef Bażyński przez kilka lat badał również wzajemne oddziaływania dużych ujęć wód w strefach przygranicznych z Niemcami i Czechami. Dla ich obserwacji zainicjował monitoring wód granicznych.
Józef Bażyński brał udział w rozwoju kartografii geologiczno-inżynierskiej. Był współautorem instrukcji wykonywania map warunków geologiczno-inżynierskich dla planowania przestrzennego w gminach oraz instrukcji sporządzania cyfrowych atlasów geologiczno-inżynierskich miast w skali 1: 10 000. Był też współautorem Atlasu geologiczno-inżynierskiego Warszawy.
Był promotorem 3 prac doktorskich. Opublikował ponad 140 prac, w tym siedem książek; wykonał również ponad 150 ekspertyz dla gospodarki narodowej.
Był członkiem Rad Naukowych Państwowego Instytutu Geologicznego, Instytutu Geodezji i Kartografii, Komitetu Nauk Geologicznych PAN i Komitetu Badań Kosmicznych PAN. Brał udział w pracach Polskiej Grupy Międzynarodowej Asocjacji Geologii Inżynierskiej, był członkiem Polskiego Towarzystwa Geologicznego.
Za swoją działalność otrzymał liczne odznaczenia resortowe oraz Krzyż Oficerski Orderu Polonia Restituta (25 września 2000).

## Wybrane publikacje
- Bażyński J., 1958, Zastosowanie lotniczych i naziemnych zdjęć fotogrametrycznych w geologii, Przegl. Geol., v. 6, Nr 2, Warszawa.
- Bażyński J., 1960, Geologiczno-inżynierskie problemy huty im. Bolesława Bieruta. Wydawnictwa Geologiczne, Warszawa.
- Bażyński J., 1960, Inżynierskie badania geologiczne Wisły w okolicy Tczewa i Opalenia, Przegl. Geol., v. 8, Nr 2, Warszawa.
- Bażyński J., 1967, Problemy geologiczno-inżynierskie dolnej Wisły, Przegl. Geol., v. 15, Nr 4, Warszawa.
- Bażyński J., 1970, Rejestracja osuwisk w Polsce, Przegl. Geol., v 18, Nr 3, Warszawa.
- Bażyński J., 1974, Zastosowanie zdjęć satelitarnych w geologii, Przegl. Geol., v. 22, Nr 6, Warszawa.
- Bażyński J., Chilińska H., 1985, Forma owalna Jawora i jej implikacje geologiczne i metalogeniczne, Przegl. Geol., v. 33, Nr 5, Warszawa.
- Bażyński J., Graniczny M., Kowalski W.C., 1985, Teledetekcja geologiczna w Polsce i na świecie, Przegl. Geol., v. 33, Nr 11, s. 597-602, Warszawa.
- Bażyński J., Graniczny M., 1990, Mapa zagrożeń geodynamicznych, Przegl. Geol., v. 38, Nr 9, Warszawa.
- Bażyński J., Drągowski A., Frankowski Z., Kaczyński R., Rybicki S., Wysokiński L., 1999, Zasady sporządzania dokumentacji geologiczno-inżynierskich, Państwowy Instytut Geologiczny, Warszawa.